# Ставок Салацький
Ставок  Салацький - один із ставків каскаду, створених на річці Хоморець.

## Історія виникнення та природа ставу
Ставки є одним із компонентів поверхневих вод України. Із загальної площі  Полонського району під водою зайнято 1615 га площ району, з яких 639 га – це стави і водосховища. В м. Полонному, на малій річці Хоморець  створено каскад ставків, один із яких став Салацький – улюблене місце відпочинку полончан. Став – це штучна антропогенна водойма, створена на малій річці Хоморець у 1970-х роках. Улоговина ставка була створена технікою та шляхом перекриття русла малої річки греблею для водопостачання, зрошування та риборозведення. 
У 1995 році колгосп «Маяк»[недоступне посилання з липня 2019] розширив улоговину ставу Салацький.  У грудні 2004 року став було передано в оренду СТОВ  агрофірмі «Маяк» строком на 15 років для рибогосподарських потреб.
Цікаве походження назви гідроніму. За спогадами старожилів, колись давно на березі  ставу була споруджена хатинка, де мешкав сторож на прізвище Салацький. Тому, дана власна назва поширилась на весь став, який і досі носить її.
Загальна площа ставу близько 11,9886 га, а об’єм води – 830 м³. Ставок – стічна водойма, бо сполучається з іншими ставками для водо регуляції.
Так, ще за радянських часів, у 1970-х роках, коли головою місцевого колгоспу «Маяк» був Заровний Андрій Павлович була створена система ставків і рибне господарство «Рибовод»[недоступне посилання з липня 2019], яке тоді успішно функціонувало. 

## Фауна
Нижче за течією річки і ставом Салацький маточні та виводкові ставки, які нині використовуються для риборозведення, де гуде вигул риби. Тут розводять такі види промислових риб: дзеркальний короп, карась, білий амур, щука, плітка, краснопірка, товстолобик. Зустрічаються у фауні 5 різних видів жаб, різноманітні водні комахи, по берегах багато птахів. Південно – східні береги ставу густо поросли очеретом, зустрічається пухівка вузьколиста. Ставок поповнюється водою за рахунок притоку води річки Хоморець та атмосферними і підземними опадами. Максимальна глибина ставу в центрі – 3 м.  Течія води у ставку Салацький має східне спрямування, за загальним напрямком течії річки Хоморець. 
Форма ставу нагадує неправильного многокутника, вигнутого і широкого на сході, вузького на заході. Вісь дамби становить 10 м. 

## Промислове використання
Риболовецькі підприємства Полонщини у 2013 р. збільшили вилов риби і водних живих ресурсів на 7,4% порівняно з 2012 роком – до 6,2 тонн. За 10 місяців 2013 р. вилов риби становив 4,8 тонн, що на 7,4% більше, ніж у 2012 р. Свій посильний внесок здійснив сюди і став Салацький. Ставок Салацький має місцеве значення для риборозведення та рекреаційне. Потребує свідомого економічного відновлення як з боку місцевих мешканців та і орендарів.